# Chaetomium globosporum
Chaetomium globosporum är en svampart som beskrevs av Rikhy & Mukerji 1974. Chaetomium globosporum ingår i släktet Chaetomium och familjen Chaetomiaceae.   Inga underarter finns listade i Catalogue of Life.